# Chrysophyllum cainito
Chrysophyllum cainito är en tvåhjärtbladig växtart som beskrevs av Carl von Linné. Chrysophyllum cainito ingår i släktet Chrysophyllum och familjen Sapotaceae. Inga underarter finns listade i Catalogue of Life.

## Bildgalleri

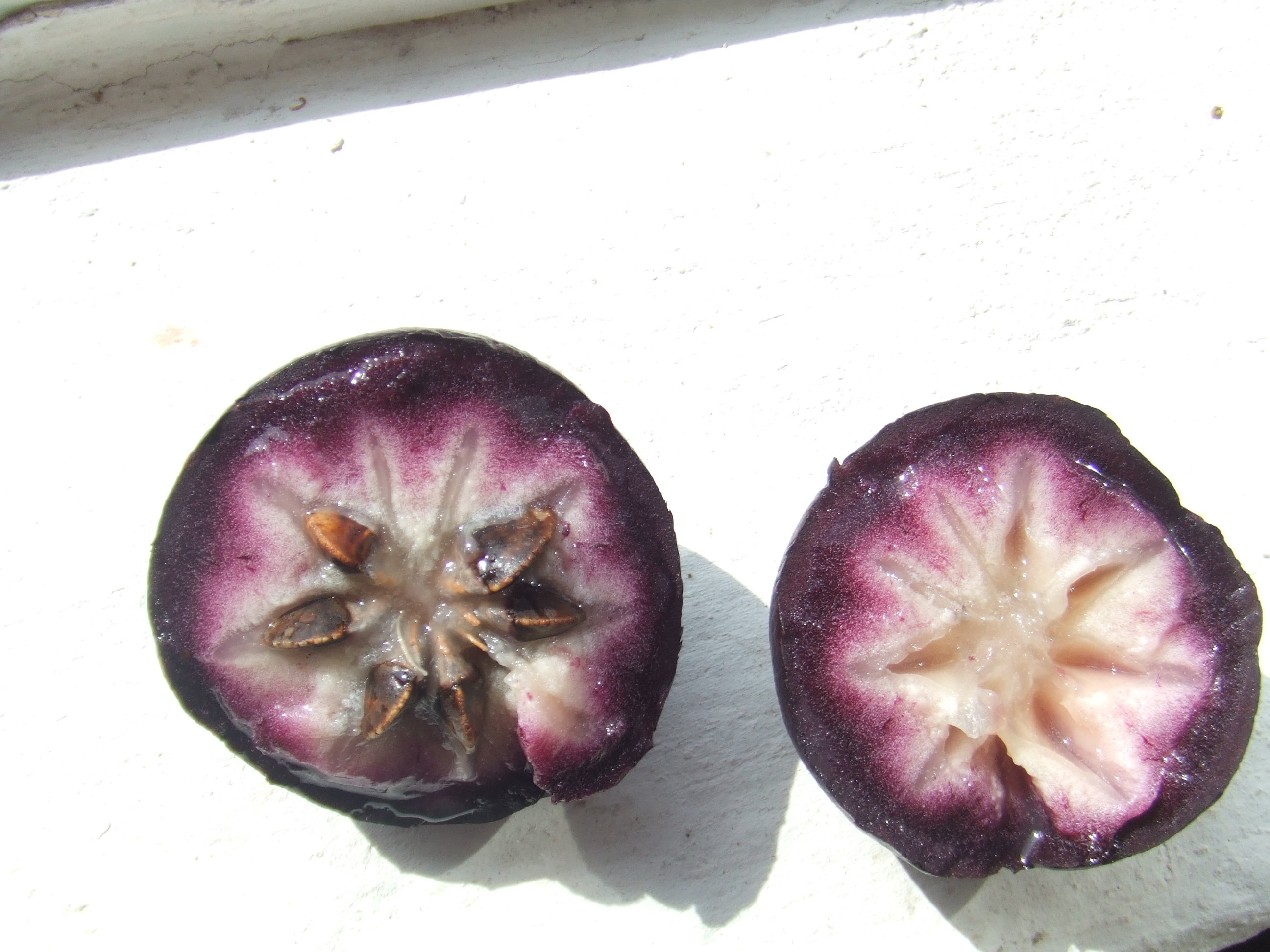
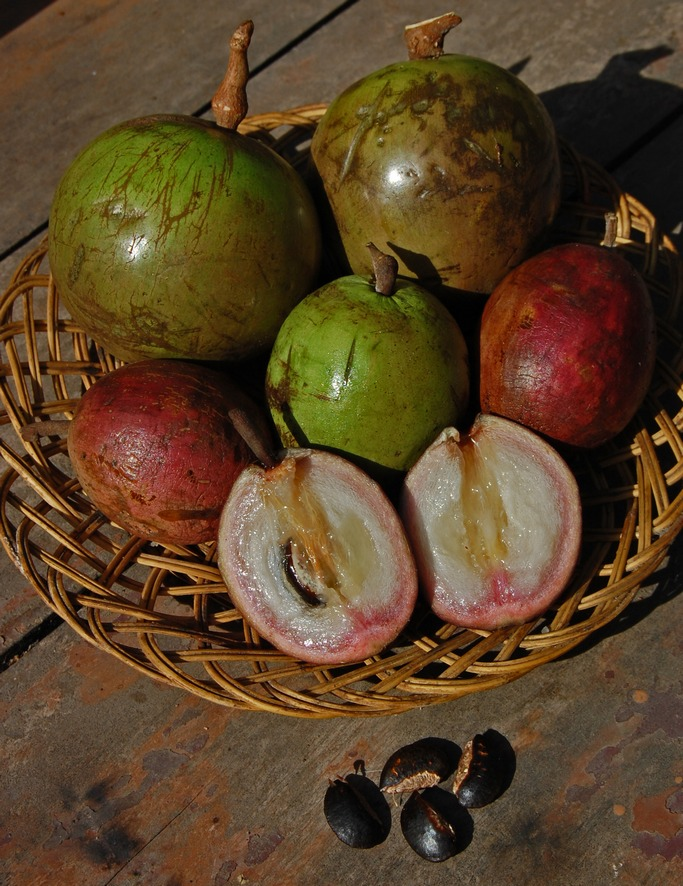
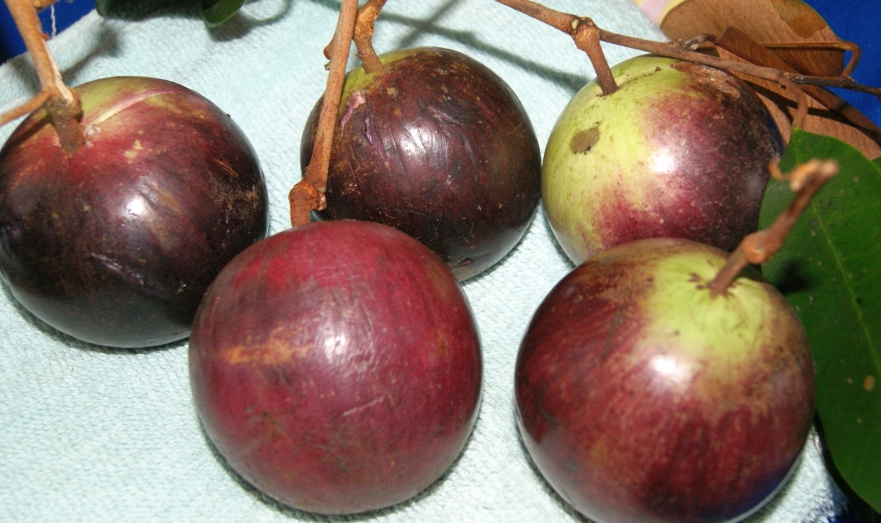
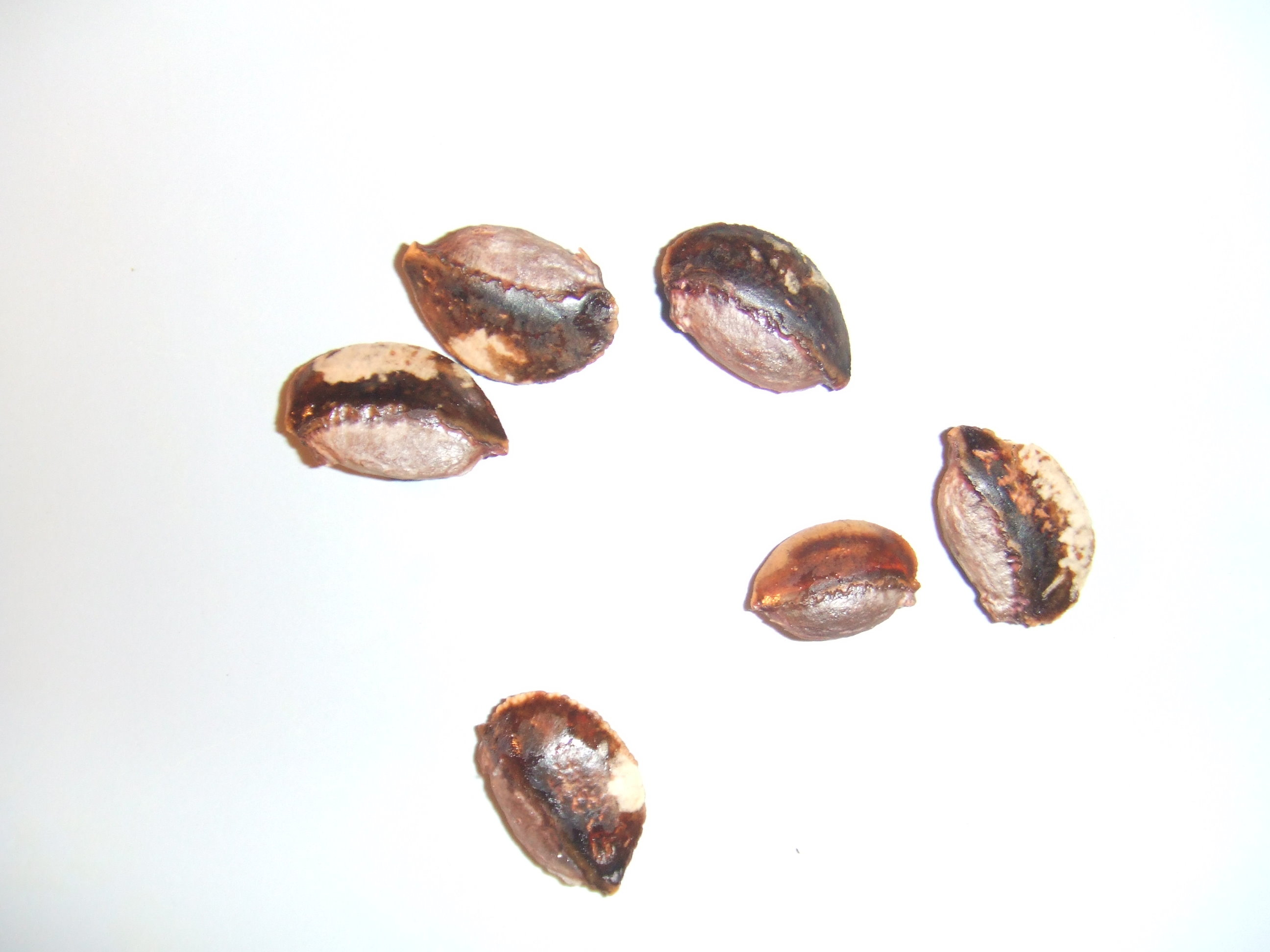
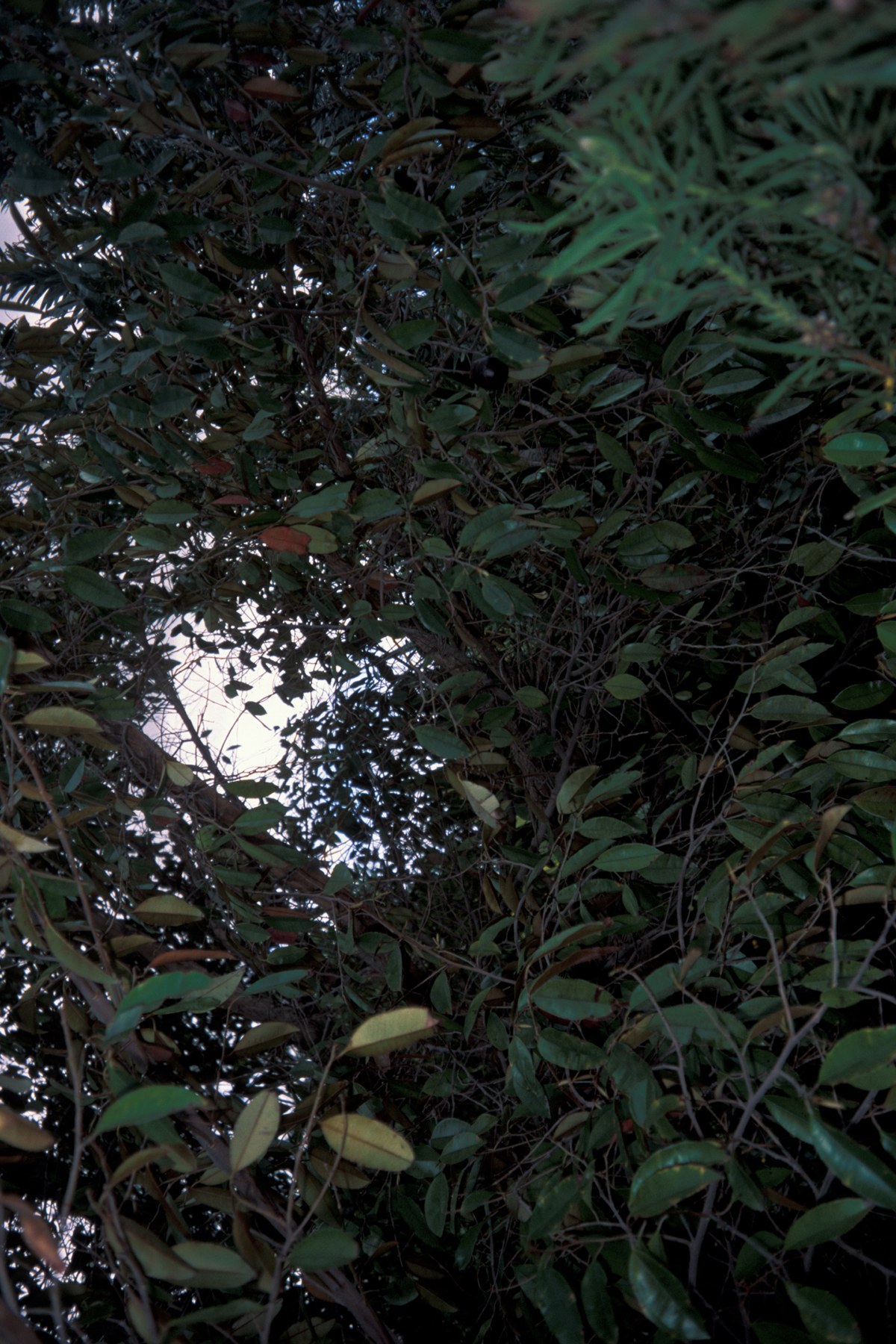
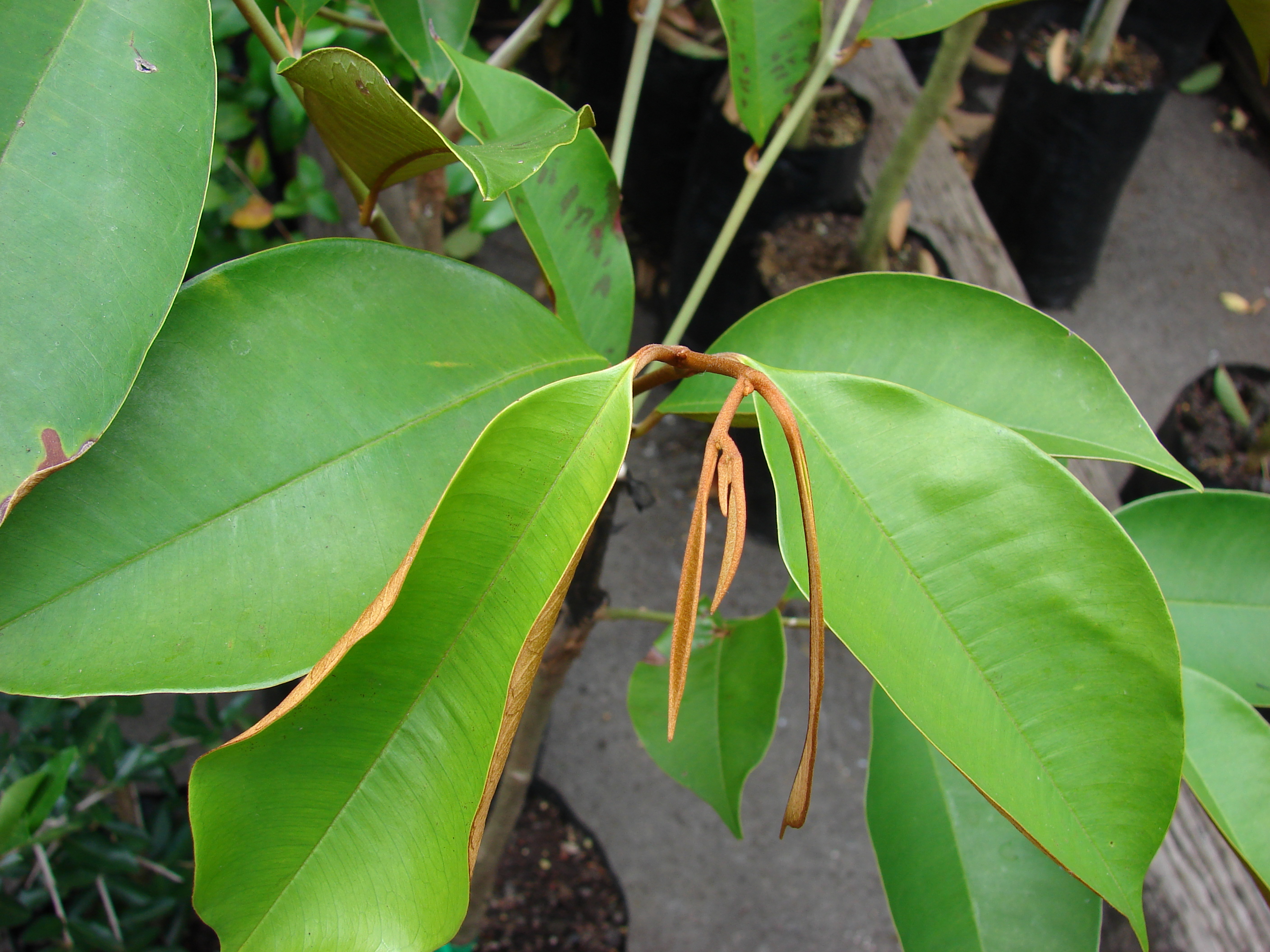